# Dodge 400
De Dodge 400 was een model van het Amerikaanse automerk Dodge uit het begin van de jaren 1980. Het model was nauw verwant met de Chrysler LeBaron van moederconcern Chrysler en de Plymouth Reliant met welke modellen de 400 het platform deelde. De productie van de Dodge 400 begon in 1981 in Chryslers St. Louis South Assembly in Fenton. De introductie volgde voor modeljaar 1982. Na 1983 werden de cabriolet en de coupé hernoemd tot Dodge 600 en aldus bij de Dodge 600-sedan, die op een ander platform stond, gevoegd.
De Dodge 400 was in 1982 een nieuwe meer luxueuze variant van de voorgaande Dodge Aries. De 400 kwam als tweedeurs cabriolet en coupé en als vierdeurs sedan. Met die cabriolet wilde Chrysler-topman Lee Iacocca het cabriosegment, dat op dat moment op de achtergrond was verzeild, nieuw leven inblazen. De Dodge 400 was te verkrijgen in twee uitrustingsniveaus: het basismodel en de 400 LS. Onder de motorkap waren een 2,2 liter vier-in-lijn van Chrysler en een 2,6 liter I4 van partner Mitsubishi te vinden. De 400 cabriolet kreeg standaard die laatste motor. Voor 1983 werd de LS-variant geschrapt en later dat jaar verdween ook de 400 sedan die vervangen werd door de 600 sedan. In 1984 verhuisden de 400 coupé en - cabriolet naar de 600-lijn.